# یواس‌اس آلفرد (۱۷۷۴)
یواس‌اس آلفرد (۱۷۷۴) (به انگلیسی: USS Alfred (1774)) یک کشتی بود که طول آن ۱۴۰ فوت (۴۳ متر) بود. این کشتی در سال ۱۷۷۴ ساخته شد.